# Loud Love
Loud Love è un singolo del gruppo rock statunitense Soundgarden, pubblicato nel 1989 ed estratto dall'album Louder Than Love.
La canzone è stata scritta da Chris Cornell.

## Tracce
1. Loud Love – 4:57
2. Big Dumb Sex (dub version) – 6:06
3. Get on the Snake – 3:44
4. Fresh Deadly Roses – 4:53

## Video
Il videoclip del brano è diretto da Kevin Kerslake.